# Aliança (Bíblia)

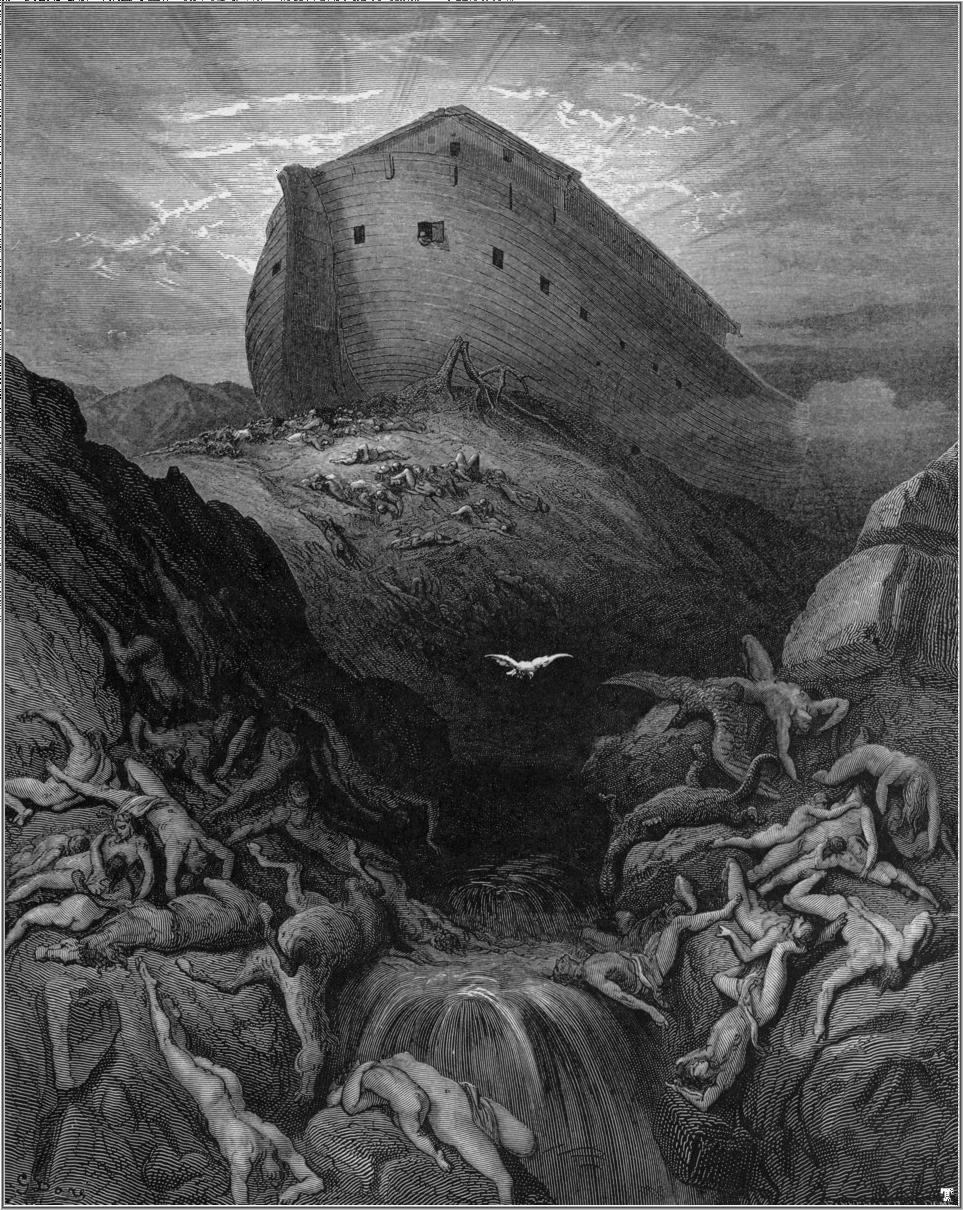
A Velha Aliança: Deus promete a Noé não voltar a destruir a Terra por um dilúvio, dando como sinal o arco-íris.

Aliança (em hebraico: berith; em grego, segundo a versão septuaginta, diatheke), no sentido bíblico, refere-se ao pacto entre Deus e os homens. Refere-se à  decisão de Deus de salvar a humanidade por meio de sua graça. Assim, segundo o cristianismo, Jesus encarna, morre e ressuscita para salvar  os homens.
O termo é também utilizado como sinônimo da própria Bíblia (como acontece em versões latinas). Existem diversos rituais, indicados na Bíblia, que implicavam a formação de alianças entre pessoas ou diretamente com Deus. A primeira aliança a ser estabelecida aparece com a descida da arca de Noé no monte Ararate, quando Deus faz aparecer o arco-íris como sinal da Velha Aliança - daí a expressão  "arco-da-velha" (aliança) para designar este fenómeno óptico. Outras alianças se sucedem na narrativa judaico-cristã, como o pacto com Abraão e a promessa de uma descendência mais numerosa que as estrelas do céu (e que tem o seu momento ritual quando Abraão divide ao meio uma novilha, uma cabra e um cordeiro, por entre os quais passa uma labareda de fogo, como sinal divino). No judaísmo, tal aliança  passaria a ser marcada também pelo ritual da circuncisão. Após o Êxodo do Egito, o povo de Israel passa a ser testamentário de outra aliança que o torna no povo eleito de Deus. Na perspectiva cristã, com Apóstolo Paulo, passa-se a falar da Nova Aliança, selada com o sacrifício de Cristo para a remissão das almas.